# 蘇胡瓦捷
46°24′59″N 28°59′4″E / 46.41639°N 28.98444°E
蘇胡瓦泰（烏克蘭語：Сухувате）是位於烏克蘭西南部的村莊，由敖德萨州博爾赫拉德區的塔魯蒂內市鎮負責管轄。該村始建於1937年，面積0.49平方公里，海拔高度76米，2001年人口82，人口密度每平方公里167.35人。